# Juraj Filas
Juraj Filas (* 5. März 1955 in Košice, Tschechoslowakische Republik; † 31. Dezember 2021) war ein tschechoslowakischer Komponist.

## Leben
Juraj Filas, als Sohn tschechischer Eltern im slowakischen Košice geboren, lebte seit Mitte der 1970er Jahre in Prag. Er studierte am Prager Konservatorium und an der Akademie der musischen Künste in Prag die Fächer Gesang und Komposition bei Jan Zdeněk Bartoš  und Jiří Pauer. Obwohl er bei drei Wettbewerben für Gesang Preise gewann, entschied er sich für die Komposition. Ab 1985 lehrte er dieses Fach an der Akademie und wirkte als Redakteur beim Verlag Supraphon.

## Schaffen
Juraj Filas galt als einer der renommiertesten Komponisten seines Landes für zeitgenössische Musik. Stilistisch zählte er zur musikalischen Neoromantik. Aufgeführt wurden seine Kompositionen u. a. in der Carnegie Hall und im Lincoln Center New York, beim Prager Frühling, beim ORF Wien, in der Tonhalle Zürich und beim Beethovenfest Bonn.
Sein Werk umfasst mehr als 100 Kompositionen: Sinfonien, Kantaten, Konzerte, Kompositionen für Kammermusik und auch die mit einem Preis ausgezeichnete TV-Oper Memento mori, ein Concerto Grosso Copernicus, die Oper Jane Eyre, die 2010 fertiggestellt wurde, sowie The Wisdom of the Wise Man, eine Kantate für Chor, Violoncello und Orgel, das Konzert für Piccolotrompete und Orchester geschrieben für den Trompeter Otto Sauter, The Song of Solomon, eine Kantate für Soli, Chor und Orchester, und das Requiem Oratio Spei, das den Opfern des Terrorismus gewidmet ist.